# Africoelidia dentata
Africoelidia dentata är en insektsart som beskrevs av Nielson 1992. Africoelidia dentata ingår i släktet Africoelidia och familjen dvärgstritar. Inga underarter finns listade i Catalogue of Life.